# ケプラー452b
ケプラー452b (英語:Kepler-452b) とは地球から見てはくちょう座の方向に約1400光年離れた位置にあるG型主系列星、ケプラー452を公転している太陽系外惑星である。ケプラー宇宙望遠鏡による観測のもと、Jon M. Jenkinsらのチームにより発見され、2015年7月23日にNASAより公表された。しかし、2018年に公表されたMullallyらの論文では完全には存在が確定していないことを指摘しており、候補に留まると考える説もある。質量は最大でも3.3 M⊕のスーパーアースで太陽に似た恒星のハビタブルゾーンを公転していると考えられている。もしニュー・ホライズンズが59,000km/hでこの惑星系に到達したとしても約2580万年ほどかかる。

## 特徴

### 物理的特徴

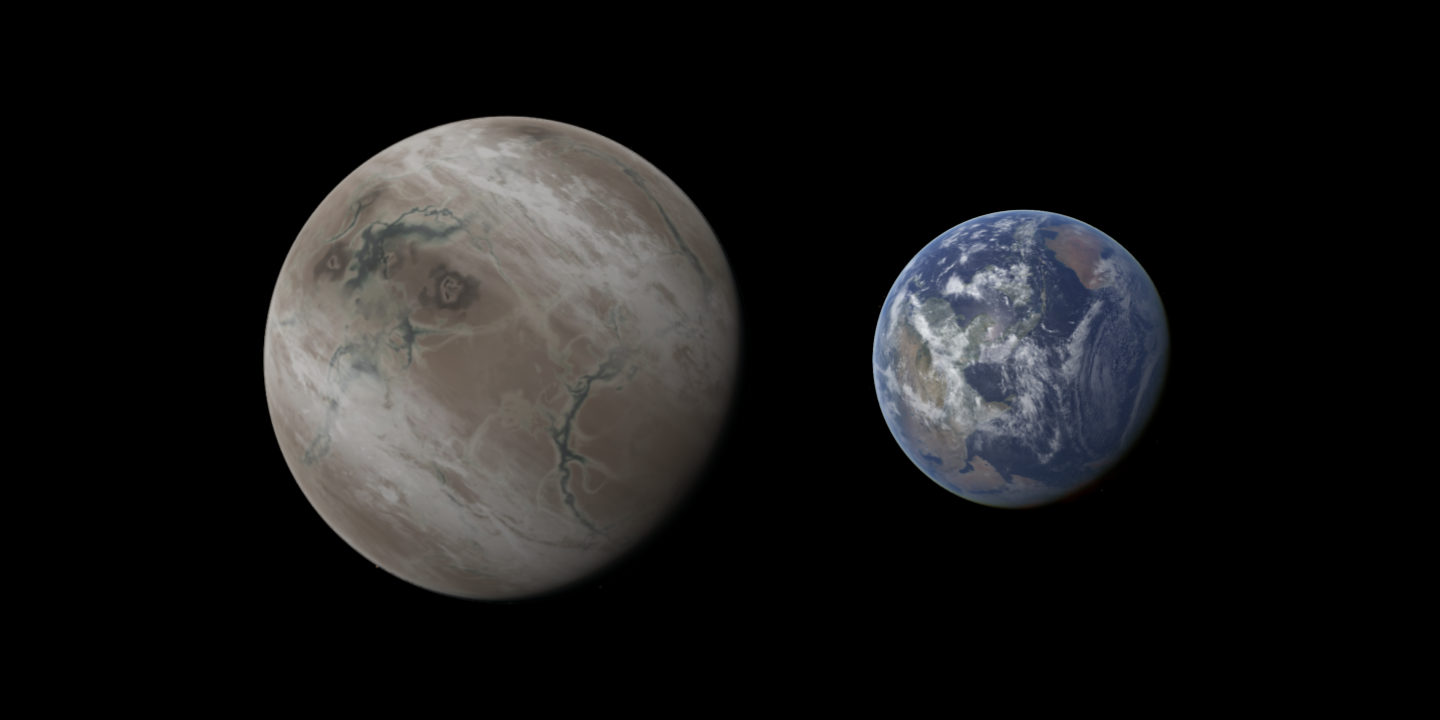
ケプラー452bと地球の大きさの比較。左:ケプラー452b、右:地球

Planetary Habitability Laboratoryの推定によると質量は3.3 M⊕以下と考えられている。岩石惑星であった場合は質量・密度の大きさから活火山を伴うスーパーアースである可能性が高い。
半径は地球の1.6倍程度と推測され、
、恒星ケプラー452のハビタブルゾーン内にある。また、太陽に似た主系列星のハビタブルゾーンを地球に近い公転周期（385日前後）で周回している惑星であることから、発表においても "Earth 2.0" や "地球のいとこ (an older, bigger cousin to Earth)" という表現が用いられるなど、地球に似た惑星であることが期待されている。
平衡温度は261 K(-12℃)で大気を考慮した表面温度は297 K(20℃)と推定されている。

### 恒星
主星のケプラー452はG型主系列星の恒星で、太陽と質量が同程度である。わずかに太陽よりも質量が3.7%ほど大きく、半径も11%ほど大きい。表面温度は5757 Kで、太陽が5778 Kであることから太陽に似た恒星であることがいえる。ケプラー452bから見た主星は地球から見た太陽とほとんど同じだろうと考えられている。
この恒星の見かけの等級は13.426であるため肉眼では見えない。恒星自体は太陽の1.2倍ほどの光度である。

### 軌道
ケプラー452bは公転周期が385日で、主星から1.04 auのところを公転している。軌道は円軌道で惑星と恒星で自転と公転の同期が起こっている可能性は低いと考えられる。

## 居住可能性
ケプラー452bが岩石惑星かどうかは分かっていないが半径が小さいため岩石惑星である可能性がある。恒星は温度・質量が太陽とほぼ同じで光度は1.2倍ほどであるが太陽よりも19億年老いて、進化しているため受けるエネルギーは地球が太陽から受けるエネルギーより10%大きい。そのため、もしケプラー452bが地球型惑星で、地球と同じ質量であれば、暴走温室効果の影響で表面の水は失われてしまっていると考えられる。しかし、ケプラー452bは地球の約1.6倍の半径があるため、もし密度が地球と同じ程度であればその質量は約5倍となり、水が失われるまで5億年ほどの余裕があると考えられる。

## 発見と再調査
2009年、トランジットによる恒星の周期的な光度の変化を捉えるためにNASAはケプラー宇宙望遠鏡の光度計を使用して5万にもわたる恒星の観測を行った。これらの恒星はKepler Input Catalog(英語版)に含まれており、ケプラー452bもこの対象に含まれていた。その後、再調査で惑星を持つ可能性がある恒星の光度曲線のデータがケプラーの分析チームに送られ、2009年5月13日から2012年5月17日までに観測が行われた。ケプラー452bは恒星のケプラー452が385日周期で光度が変化するため最終的に太陽系外惑星であることが結論づけられた。この発見は2015年7月23日にNASAにより公表された。
観測を行ったケプラー宇宙望遠鏡はある一定の区画しか観測を行っていない(はくちょう座、こと座など)ので宇宙全体を観測し新たな惑星を発見するためにTESSやCHEOPSの観測やジェイムズ・ウェッブ宇宙望遠鏡による再調査が行われる予定である。ケプラー452bは1400光年も離れているので現在の技術や次世代の技術では質量や大気の詳細を知るのは難しいが、将来、巨大な地上の望遠鏡による大気・質量の特定が期待されている。

### SETIによる調査
地球外知的生命体の痕跡を探すSETIの研究者は望遠鏡を使って、初めて太陽に似た恒星のハビタブルゾーン内を公転していて、地球に近いサイズであるケプラー452bの調査をすでに開始している。SETIの研究者らはカスケード山脈のアレン・テレスコープ・アレイ(ATA)を使ってケプラー452bから発信された電波はないかを調べた。2015年7月時点で、ATAは20億を越える周波数の電波を使って観測を行ったが結果は得られていない。これから90億以上の周波数の電波を使用して、地球外知的生命体が送った信号が無いか、観測していく予定である。

## 地球との類似性
ケプラー452bの発見前から、ハビタブルゾーン内に軌道を持つ太陽系外惑星はいくつか発見されてきた。特にケプラー62e、f、ケプラー186f、ケプラー438bなどは発見されるたびに「これまでで最も地球に似た太陽系外惑星」と言われてきたが、ケプラーチームは「ケプラー452bこそが地球に最も似た太陽系外惑星である」としている。ケプラー186、ケプラー438は赤色矮星、ケプラー62はK型主系列星であるが、ケプラー452は太陽に非常に似たG型主系列星である点が他と大きく異なる点である。

### ケプラー452bと他の惑星の比較
ケプラー452bと、地球に似ているとされている太陽系外惑星の比較表を以下に示す。

## ギャラリー

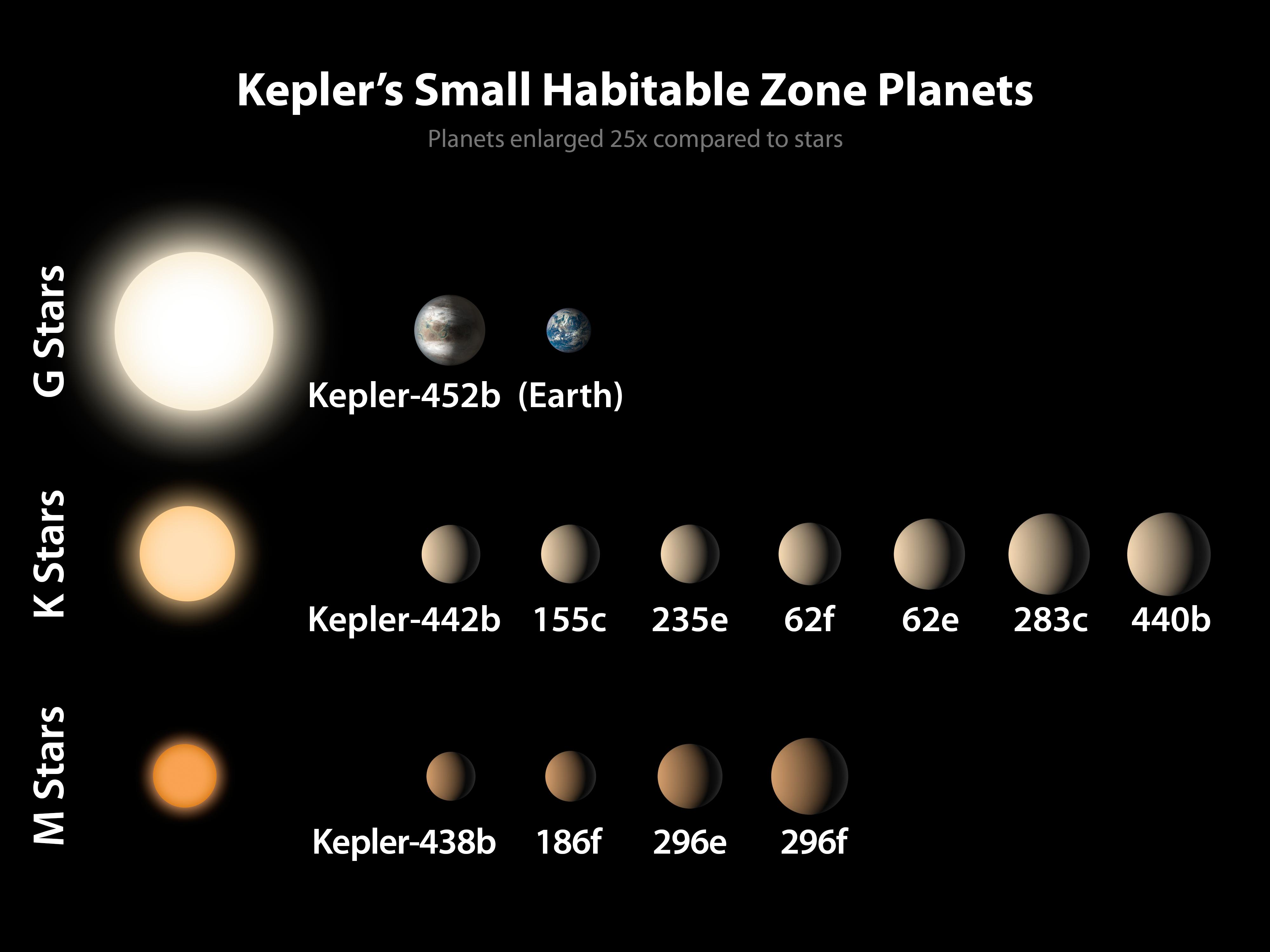
ケプラー宇宙望遠鏡が発見した地球に似た太陽系外惑星はいくつかあるが、G型主系列星にそのような惑星が発見されたのはケプラー452bが初めてである。
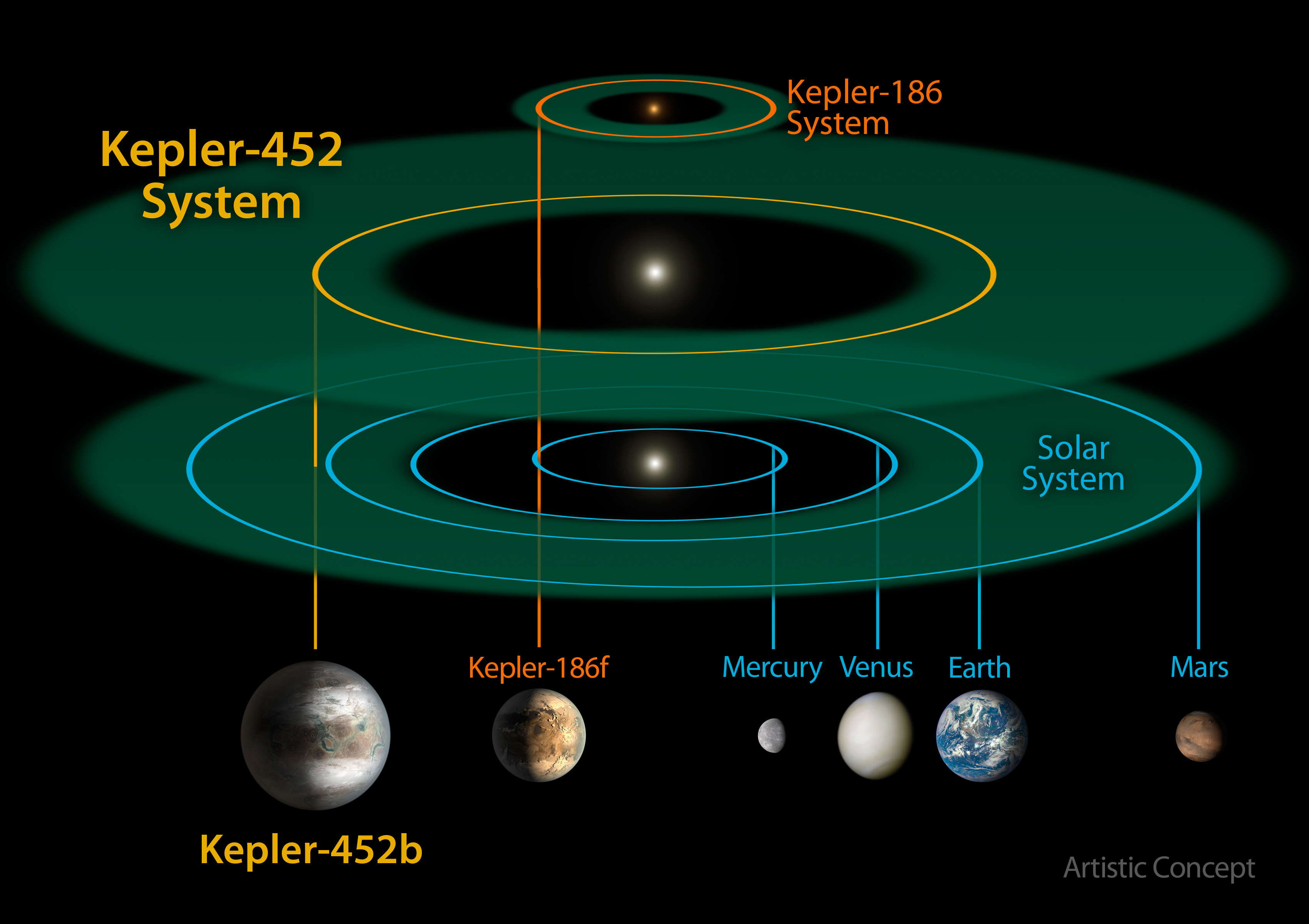
ケプラー452bとケプラー186fと水星、金星、地球、火星の大きさと軌道の比較。
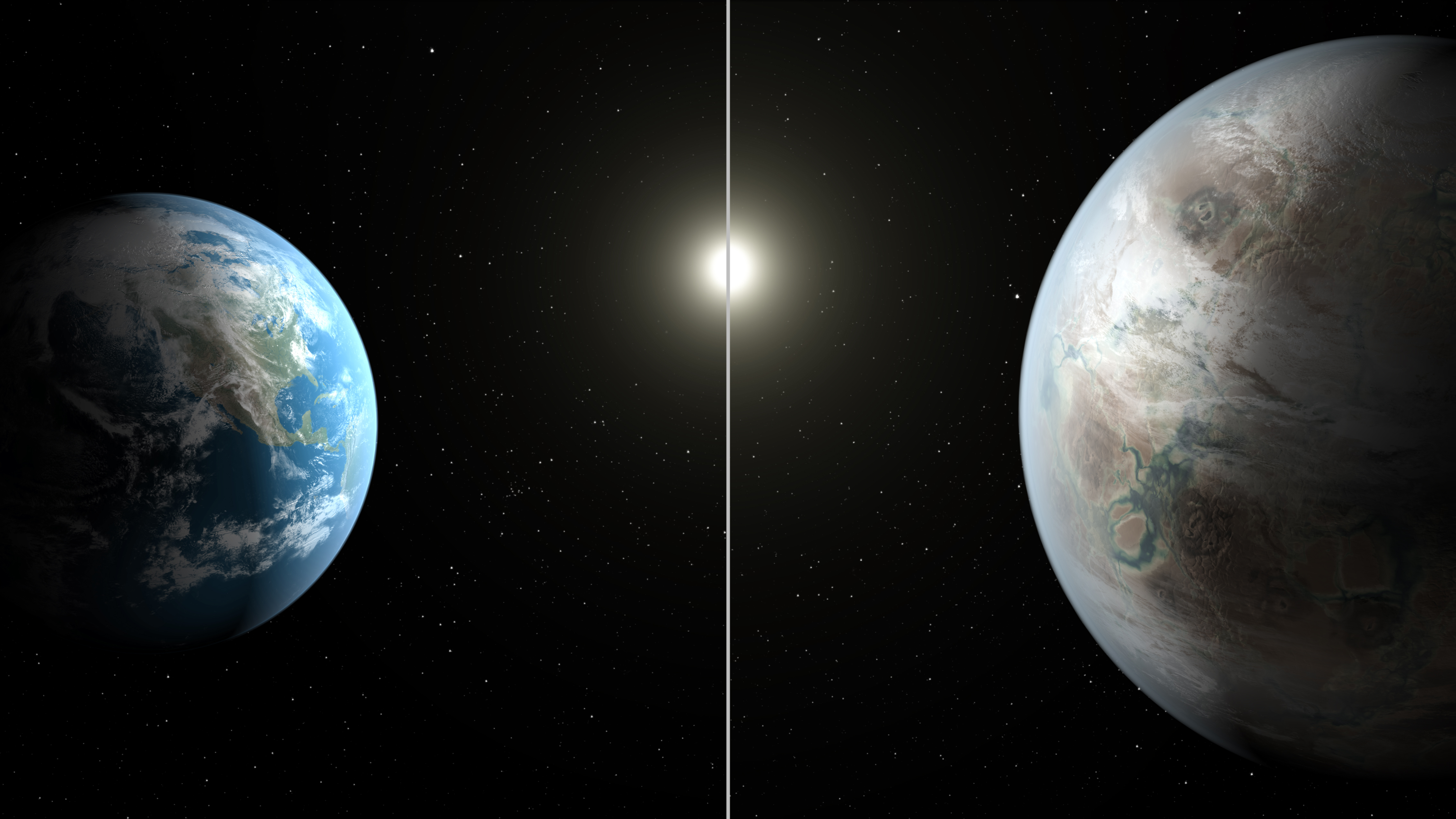
地球とケプラー452b(想像図)の比較。
地球に類似した系外惑星とケプラー452bの比較。緑はハビタブルゾーンで若干内側にある。